# Francisco Ilarregui
Francisco Ilarregui (Curuzú Cuatiá; 6 de mayo de 1997) es un futbolista argentino. Juega de delantero y su equipo actual es Guillermo Brown, del Torneo Federal A.

## Trayectoria

### Quilmes
Es un delantero surgido de las divisiones menores del Club. Debutó en el Torneo de Transición 2014 vs Arsenal, y convirtió su primer gol en Primera en el triunfo ante Vélez Sarsfield, por 2-0. Se caracteriza por su velocidad y es uno de los principales proyectos que tiene las inferiores de Quilmes. Allí en el Cervecero, compartió plantel profesional con su tío Tomás López.

### Argentinos Juniors
Para la Temporada 2018-19, luego del pase caído al Alcobendas Sport de España, Francisco es vendido a la Asociación Atlética Argentinos Juniors para disputar la Superliga. Siendo la primera venta de club a club, desde el 2004, que la entidad Cervecera puede realizar.

### Regreso a Quilmes
Al no tener mucha continuidad en el Bicho por una lesión que tuvo a finales de 2018, Tico es enviado a préstamo por 18 meses al club donde debutó, Quilmes, en febrero de 2020.

## Estadísticas
- Actualizado hasta el 3 de agosto de 2025.

| Quilmes Argentina | 1.ª                 | 2014                | 4   | 1  | 0 | 0 | - | - | 4   | 1  | 0.25 |
| Quilmes Argentina | 1.ª                 | 2015                | 1   | 0  | 0 | 0 | - | - | 1   | 0  | 0    |
| Quilmes Argentina | 1.ª                 | 2016                | 0   | 0  | 0 | 0 | - | - | 0   | 0  | 0    |
| Quilmes Argentina | 1.ª                 | 2016-17             | 4   | 0  | 1 | 0 | - | - | 5   | 0  | 0    |
| Quilmes Argentina | 2.ª                 | 2017-18             | 22  | 2  | - | - | - | - | 22  | 2  | 0.09 |
| Quilmes Argentina | 2.ª                 | 2019-20             | 1   | 0  | - | - | - | - | 1   | 0  | 0    |
| Quilmes Argentina | 2.ª                 | 2020                | 6   | 3  | - | - | - | - | 6   | 3  | 0.5  |
| Quilmes Argentina | Total club          | Total club          | 38  | 6  | 1 | 0 | - | - | 38  | 6  | 0.16 |
| Argentinos Juniors Argentina | 1.ª                 | 2018-19             | 6   | 1  | 0 | 0 | - | - | 6   | 1  | 0.17 |
| Argentinos Juniors Argentina | 1.ª                 | 2019-20             | 0   | 0  | 0 | 0 | - | - | 0   | 0  | 0    |
| Argentinos Juniors Argentina | Total club          | Total club          | 6   | 1  | 0 | 0 | - | - | 6   | 1  | 0.17 |
| Platense Argentina | 1.ª                 | 2021                | -   | -  | 2 | 0 | - | - | 2   | 0  | 0    |
| Platense Argentina | Total club          | Total club          | -   | -  | 2 | 0 | - | - | 2   | 0  | 0    |
| Defensores de Belgrano Argentina | 2.ª                 | 2021                | 17  | 1  | - | - | - | - | 17  | 1  | 0.06 |
| Defensores de Belgrano Argentina | 2.ª                 | 2022                | 22  | 3  | - | - | - | - | 22  | 3  | 0.14 |
| Defensores de Belgrano Argentina | Total club          | Total club          | 39  | 4  | - | - | - | - | 39  | 4  | 0.1  |
| Independiente Rivadavia Argentina | 2.ª                 | 2023                | 7   | 0  | 0 | 0 | - | - | 7   | 0  | 0    |
| Independiente Rivadavia Argentina | Total club          | Total club          | 7   | 0  | 0 | 0 | - | - | 7   | 0  | 0    |
| Temperley Argentina | 2.ª                 | 2024                | 16  | 0  | 4 | 0 | - | - | 20  | 0  | 0    |
| Temperley Argentina | Total club          | Total club          | 16  | 0  | 4 | 0 | - | - | 20  | 0  | 0    |
| Guillermo Brown Argentina | 3.ª                 | 2025                | 14  | 1  | - | - | - | - | 14  | 1  | 0.07 |
| Guillermo Brown Argentina | Total club          | Total club          | 14  | 1  | - | - | - | - | 14  | 1  | 0.07 |
| Total en su carrera | Total en su carrera | Total en su carrera | 119 | 12 | 7 | 0 | - | - | 126 | 12 | 0.1  |
| (1) Las copas nacionales se refiere a la Copa Argentina. (2) Las copas internacionales se refiere a la Copa Libertadores, a la Copa Sudamericana. (3) Media de goles por encuentro. No incluye goles en partidos amistosos. |                     |                     |     |    |   |   |   |   |     |    |      |